# Petra Deimer
Petra Deimer (nascuda el 9 de març de 1948 a Göttingen) és una biòloga marina alemanya i conservacionista que ha estat activament implicada en l'estudi i protecció dels mamífers marins, especialment els cetacis, des de mitjans de la dècada de 1970.

## Carrera
Deimer obtingué el doctorat en biologia marina a la Universitat d'Hamburg, centrant-se en l'estudi dels catxalots. A finals de la dècada de 1970 moltes espècies de balenes, incloent-hi els catxalots, es trobaven en perill d'extinció. Com a resultat de les accions de Deimer, l'arxipèlag de Madeira fou declarat zona protegida per als mamífers marins, i la caça comercial d'aquests animals cessà el 1981. A més, Deimer contribuí de manera significativa en la decisió de la Comissió Balenera Internacional (IWC) de prohibir la caça comercial de balenes el juliol de 1982. El 1983 Petra Deimer assegurà que aquesta protecció s'estengués també a les balenes minke.
Deimer fou fundadora i presidenta de la Societat per a la Conservació dels Mamífers Marins (Gesellschaft zum Schutz der Meeressäugetiere - GSM), fins que la societat es dissolgué, al 2012. També és membre del Comitè científic de la Comissió Balenera Internacional, membre del Comitè Assessor per a la Conservació d'Espècies del Govern alemany i assessora de la Fundació Internacional per al Benestar Animal (IFAW).
És autora de diversos llibres i articles sobre els mamífers marins –balenes, dofins i foques– i els psitaciformes, un ordre d'aus de les zones tropicals i subtropicals amb gairebé quatre-centes espècies. I també altres de més generals que difonen la protecció del medi ambient.

## Honors i reconeixements
- El 2001 fou guardonada amb l'Orde de l'Arca d'Or per la conservació de la natura pel seu fundador, el príncep Bernat de Lippe-Biesterfeld d'Holanda.[4]

- El 2007 Petra Deimer i la Society for the Protection of Marine Mammals (GSM) reberen el guardó ASCOBANS amb l'International Day of the Baltic Harbour Porpoise.[8]

## Obra
- Wale und Delphine (1998)
- Papageien (1984). Traduít a l'anglès com a Parrots: A complete pet owner’s manual (trad. Rita Kimber)
- Das Buch der Wale (Hamburg, 1983)
- Das Buch der Robben (Hamburg, 1987)